# Bernd Dewe

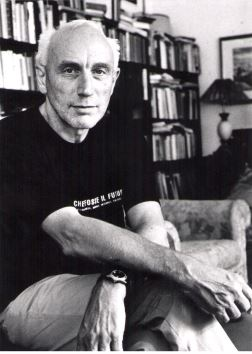
Bernd Dewe

Bernd Dewe (* 27. November 1949 in Herford; † 14. Januar 2017) war ein deutscher Soziologe, Berufs- und Bildungsforscher und Hochschullehrer an der Universität Halle-Wittenberg.

## Leben
Bernd Dewe studierte Soziologie, Philosophie, Sozialökonomie und Erziehungswissenschaft an den Universitäten Bielefeld, FU Berlin und Osnabrück. Als Stipendiat der Max-Planck-Gesellschaft arbeitete Bernd Dewe 1979–1981 am Max-Planck-Institut für Bildungsforschung in Berlin im Rahmen eines Forschungsprojektes zu problemorientierten Bildungsprozessen in Großorganisationen. Anschließend war Dewe an der Universität Osnabrück von 1981 bis 1986 als wissenschaftlicher Angestellter im Fachbereich Sozialwissenschaften tätig, wo er 1982 mit einer Dissertation über Wissensstrukturen zum Doktor der Staats- und Wirtschaftswissenschaften (Dr. rer. pol.) promovierte. Von 1986 bis 1989 wechselte Dewe als Hochschulassistent an die Erziehungswissenschaftliche Hochschule Rheinland-Pfalz (Seminar für außerschulische Bildung und Berufspädagogik), wo er sein Konzept der Professionsforschung entwickelte.
Dewe habilitierte 1987 mit einer Schrift über gesellschaftliche Kommunikationsstrukturen und war in Folge Privatdozent für Bildungs-Berufssoziologie an der Universität Osnabrück. Im Jahre 1991 wurde Bernd Dewe auf eine Professur (C3) für Außerschulische Bildung im Fachbereich Erziehungswissenschaften an die Universität Koblenz-Landau berufen. Er vertrat mehrfach Professorenstellen u. a. an den Universitäten Bielefeld, Augsburg, Berlin, Osnabrück etc. und folgte 1992 dem Ruf auf eine Professur (C4) für betriebliche und arbeitsmarktbezogene Weiterbildung an die Martin-Luther-Universität in Halle-Wittenberg.
Neben seiner Tätigkeit an der Martin-Luther-Universität Halle-Wittenberg war Bernd Dewe seit 1988 Dozent für Allgemeine Erziehungswissenschaft im „Weiterbildenden Studiengang Betriebspädagogik“ in Rheinland-Pfalz. Des Weiteren war er seit Ende der 1990er Jahre Lehrbeauftragter an der Donau-Universität Krems und an der Universität Linz (2003) und Gastprofessor an der Fachhochschule St. Pölten in Österreich.

## Forschung
Vor dem Hintergrund intensiver Forschung zum Verhältnis von bildendem, beratendem und therapeutischem Handeln in Arbeitsfeldern der Sozialarbeit, Erwachsenenbildung und Schule im Rahmen der neueren Wissensverwendungsforschung ist sowohl die mit Enno Schmitz herausgegebene Schriftenreihe „Untersuchungen zu Problemen beratenden und erwachsenenpädagogischen Handelns“ an der FU Berlin zu sehen, als auch mehrere von der Deutschen Forschungsgemeinschaft geförderte Drittmittelprojekte zur Analyse der Nutzung sozialwissenschaftlichen Wissens in Beratungszusammenhängen, zur Bedeutung wissenschaftlicher Expertise im Professionshandeln sowie zu Stellenwert und Funktion der Sozialwissenschaften bei der Reform der Lehrerausbildung.
Bernd Dewe befasste sich seit Mitte der 1970er Jahre mit wissenschaftlichen und methodischen Problemstellungen, die einerseits Möglichkeiten der Verknüpfung von Strukturtheorie und Interaktionstheorie betreffen und andererseits den Zusammenhang zwischen verschiedenen sozialen Wissensformen (Erfahrungswissen, Routinewissen, Expertenwissen u. a.) in Ausbildung und Berufspraxis von Erwachsenenbildnern und Sozialpädagogen thematisieren.
Neben der Bildungsforschung im Bereich der beruflichen und betrieblichen Weiterbildung war Bernd Deve in der Professionsforschung tätig und beschäftigte sich mit Fragen der Wissenschaftstheorie. Seit 2009 war er wissenschaftlicher Leiter des von ihm 2008 gegründeten multidisziplinären und interuniversitären Graduiertenkollegs „Wandlungsprozesse in Industrie- und Dienstleistungsberufen und Anforderungen an moderne mediale Lernwelten in Großunternehmen / Großorganisationen“ mit den beteiligten Hochschulen Halle-Wittenberg, Dresden, Chemnitz, Bielefeld, Calw und der Hochschule St. Pölten in Österreich. In diesem Zusammenhang gab Bernd Dewe eine wissenschaftliche Schriftenreihe im Kovac-Verlag, Hamburg heraus.

### Dewes Konzept der Reflexiven Professionalität
Ein Kernanliegen der reflexiven Professionalität ist es, den Blick auf die Wechselbeziehungen unterschiedlicher Wissens- und Handlungsformen im Bereich professionalisierter Praxis sowie auf die Struktur des professionellen Handelns zu richten. Professionalität ist der gemeinsame Bezugspunkt der Wissensformen Handlungswissen und Wissenschaftswissen. Sie drückt sich durch spezifisches Handeln aus und wird durch Erfassen der Unterschiede (Kontrastierung) und des Verbindenden (Relationierung) beider Wissensformen gebildet. Ein solches Professionswissen stützt sich auf zwei Wissenskomponenten – auf ein reflexives Wissenschaftsverständnis und auf eine situative/sozialkontextbezogene Angemessenheit.
Professionen bilden nach Dewe eine Institutionalisierungsform der Relationierung von Theorie und Praxis, in der wissenschaftliche Wissensbestände praktisch-kommunikativ in den Prozess der alltäglichen Organisation des Handelns und der Lösung hier auftretender Probleme fallbezogen kontextualisiert werden.
Professionswissen ist Bestandteil des praktischen Handlungswissens im Sinne einer spezifischen Kompetenz, die auch als Können bezeichnet werden kann. Daher kann Wissenschaftswissen professionelles Wissen und Können nicht ersetzen. Es stellt lediglich Vorkenntnisse zur Verfügung, auf die der Professionelle zwar angewiesen ist, die für sich genommen jedoch keine gelingende Handlungspraxis garantieren würden. Professionswissen wird durch Routinisierungen und Habitualisierungen der praktischen Tätigkeiten erworben. Damit bildet die bestehende Praxis den Ausgangspunkt für das entscheidende Praxiswissen.
Bernd Dewe bezieht sich ausdrücklich auf die individuelle Lebenspraxis der Klienten. Dabei bezieht er jedoch auch gesellschaftliche Verursachungszusammenhänge in die professionelle Intervention mit ein, indem er den Fallbegriff rekonstruktivistisch erweitert. Falldarstellung, -geschichte, -bericht und -rekonstruktion sind also nicht auf die jeweilige Person (eines Klienten) in ihrer individuellen Existenz, also nicht auf den Einzelfall als solchen bezogen, sondern orientieren sich an den sozialen Kontexten und Konstellationen, unter denen Menschen leben, und nehmen in dieser Perspektive Familien, sonstige Primärgruppen und Organisationen wie Schulen, Betriebe, Kliniken etc. in den Blick. Die Publikationen von Bernd Dewe zur reflexiven Professionalität gehen diesen Aspekten detailliert nach und erstrecken sich über einen Zeitraum von mehr als 25 Jahren.
Dewe starb im Alter von 67 Jahren.

## Ehrungen und Auszeichnungen
Im September 2014 wurde Dewe mit einem Festakt in seiner Geburtsstadt Herford für sein Lebenswerk geehrt, unter anderem mit Laudationes von Peter J. Weber und Peter Pantuček.

## Vorsitz, Mitgliedschaften, Mitherausgeberschaften
- Vorstand der Sektion Erwachsenenbildung der Deutschen Gesellschaft für Erziehungswissenschaft (DGfE) (2001–2005)
- Sektion „Professionssoziologie“ der Deutschen Gesellschaft für Soziologie
- Wissenschaftlicher Fachberater des Lektorats beim Klinkhardt Verlag.
- Mitglied im wissenschaftlichen Beirat beziehungsweise Redaktionsmitglie bei den Zeitschriften „neue praxis“, „Sozialwissenschaftliche Literaturrundschau“ und „WSB-Zeitschrift für betriebliche Weiterbildung“
- Beiratsmitglied der Hochschule St. Pölten (Österreich)
- Berater des Bundesvorstandes der Ingenieure für Kommunikation (IfKOM)
- Vorsitzender des westfälischen Vereins für Medien und Kulturarbeit und berater der Rockakademie OWL
- Supervisor bzw. Berater bei „Information-Briefing-Communication“, „Internationales Institut für soziologisches Design St. Gallen/CH“, „Leadership-Kulturstiftung Rheinland-Pfalz“, „Kulturpolitische Gesellschaft Bonn“, „Social Work & Society Academy Europe“
- Aufsichtsratsvorsitzender der Change-Culture-Consultans AG
- Mitglied des Fördervereins für autonome Jugendzentren „Fla“, Herford

## Schriften (Auswahl der Monographien und Editionen)
- Beraten als professionelle Handlung und pädagogisches Phänomen. (2.) Kovac, Hamburg 2013 (mit Schwarz, M. P.)
- Betriebliche Weiterbildung. Bildungsökonomische und Didaktische Handreichungen. Steiner Verlag, Stuttgart, 2013 (mit Feistel, K.)
- Handbuch Theorien der Weiterbildung. – Schotten: STG-Verlag, 2013
- Professionelles soziales Handeln. Soziale Arbeit im Spannungsfeld zwischen Theorie und Praxis, (4.) Weinheim: Juventa, 2011 (mit Ferchhoff, W., Scherr, A. und Stüwe, G.)
- Beruf – Betrieb – Organisation. Perspektiven der Betriebspädagogik und beruflichen Weiterbildung. Bad Heilbrunn, Klinkhardt 2011 (mit Schwarz, M. P.)
- Wandlungsprozesse in Industrie- und Dienstleistungsberufen und Anforderungen an moderne mediale Lernwelten in Großunternehmen und -organisationen, Programmatik des Multidisziplinären und interuniversitären Graduiertenkollegs Halle/Saale; Chemnitz; Dresden; München; Potsdam; St. Pölten; Schotten: STG-Verlag, 2010
- Einführung in moderne Lernformen: von traditionellen zu computergestützten Lernformen in der europäischen Wissensgesellschaft. – Weinheim; Basel: Beltz, 2007 (mit Weber, P. J.)
- Wissensgesellschaft und Lebenslanges Lernen: eine Einführung in bildungspolitische Konzeptionen der EU. – Bad Heilbrunn: Klinkhardt, 2007 (mit Weber, P. J.)
- Theoretische Grundlagen und Perspektiven der Erwachsenenbildung. – Bielefeld: Bertelsmann, 2005 (mit Wiesner, G. und Zeuner, Chr.)
- Milieus, Arbeit, Wissen: Realität in der Erwachsenenbildung. – Bielefeld: Bertelsmann, 2004 (mit Wiesner, G. und Zeuner, Chr.)
- Professionswissen und erwachsenenpädagogisches Handeln. – Bielefeld: Bertelsmann, 2002 (mit Wiesner, G. und Wittpoth, J.)
- Zugänge zur Sozialpädagogik: reflexive Wissenschaftstheorie und kognitive Identität. – Weinheim; München: Juventa, 1996 (mit Otto, H.-U.)
- Reflexionsbedarf und Forschungsperspektiven moderner Pädagogik. – Opladen: Leske + Budrich, 2000 (mit Kurtz, T.)
- Erziehen als Profession: zur Logik professionellen Handelns in pädagogischen Feldern. – Opladen: Leske + Budrich, 1992 (mit Ferchhoff, W. und Radtke, F.-O.)
- Beratende Wissenschaft. Göttingen: Schwartz-Verlag 1991
- Netzwerkförderung. Eine Aufgabe für die Sozialarbeit? Bielefeld 1991 (zusammen mit Wohlfahrt, N.)
- Professionalisierung – Kritik – Deutung. Soziale Dienste zwischen Verwissenschaftlichung und Wohlfahrtsstaatskrise. Frankfurt am Main 1986 (mit Ferchhoff, W./Peters, F. und Stüwe, G.)

Untersuchungen zur Reflexiven Professionalität:
- Professionsverständnisse – Eine berufssoziologische Betrachtung. In: Pundt, J. (Hrsg.), Professionalisierung im Gesundheitswesen. Positionen, Potenziale, Perspektiven. 2. Auflage, Bern 2012, S. 23–35
- Reflexive Sozialarbeit im Spannungsfeld von evidenzbasierter Praxis und demokratischer Rationalität – Plädoyer für die handlungslogische Entfaltung reflexiver Professionalität. In: Becker-Lenz, R./Busse, S./Ehlert, G. (Hrsg.), Professionalität in der Sozialen Arbeit. Standpunkte, Kontroversen, Perspektiven, 3. Auflage, Wiesbaden 2012, S. 95–116.
- Akademische Ausbildung in der Sozialen Arbeit – Vermittlung von Theorie und Praxis oder Relationierung von Wissen und Können im Spektrum von Wissenschaft, Organisation und Profession. In Becker-Lenz, R./ Busse, S./ Ehlert, G. (Hrsg.): Professionalität Sozialer Arbeit und Hochschule: Wissen, Kompetenz, Habitus und Identität im Studium Sozialer Arbeit, Wiesbaden 2011
- Reflexive Professionalität in der Erwachsenenbildung. In: Hof, C./ Ludwig, J./Schäffer, B. (Hrsg.), Professionalität zwischen Praxis, Politik und Disziplin, Baltmannsweiler: Schneider Verlag, 2010:, S. 86–98 (mit Feistel, K.)
- Reflexive Professionalität. Maßgabe für Wissenstransfer und Theorie-Praxis-Relationierung im Studium der Sozialarbeit. In: Riegler, A. u. a. (Hrsg.), Soziale Arbeit zwischen Profession und Wissenschaft: Vermittlungsmöglichkeiten, Wiesbaden: Verlag für Sozialwissenschaften 2009, S. 47–63
- Reflexive Professionalität als Perspektive moderner Sozialarbeit. In: Sozialarbeit in Österreich, 41. Jg., Heft 2, 2007
- Reflexive Sozialpädagogik. Grundstrukturen eines neuen Typs dienstleistungsorientierten Professionshandeln. In: Thole, W. (Hrsg.): Grundriss soziale Arbeit. Ein einführendes Handbuch, 3. überarbeitete Auflage, Wiesbaden, 2010, S. 197–218 (mit Otto, H.-U.)
- Professionalität und Identität in der Pädagogik. In: Rapold, M. (Hrsg.): Pädagogische Kompetenz, Identität und Professionalität. – Baltmannsweiler: Schneider Verlag Hohengehren, 2006, S. 51–76 (mit Wagner, H.-J.)